# Trochalopteron morrisonianum
Trochalopteron morrisonianum é uma espécie de ave da família Leiothrichidae.
Pode ser encontrada nos seguintes países: China e Taiwan.